# Borçka

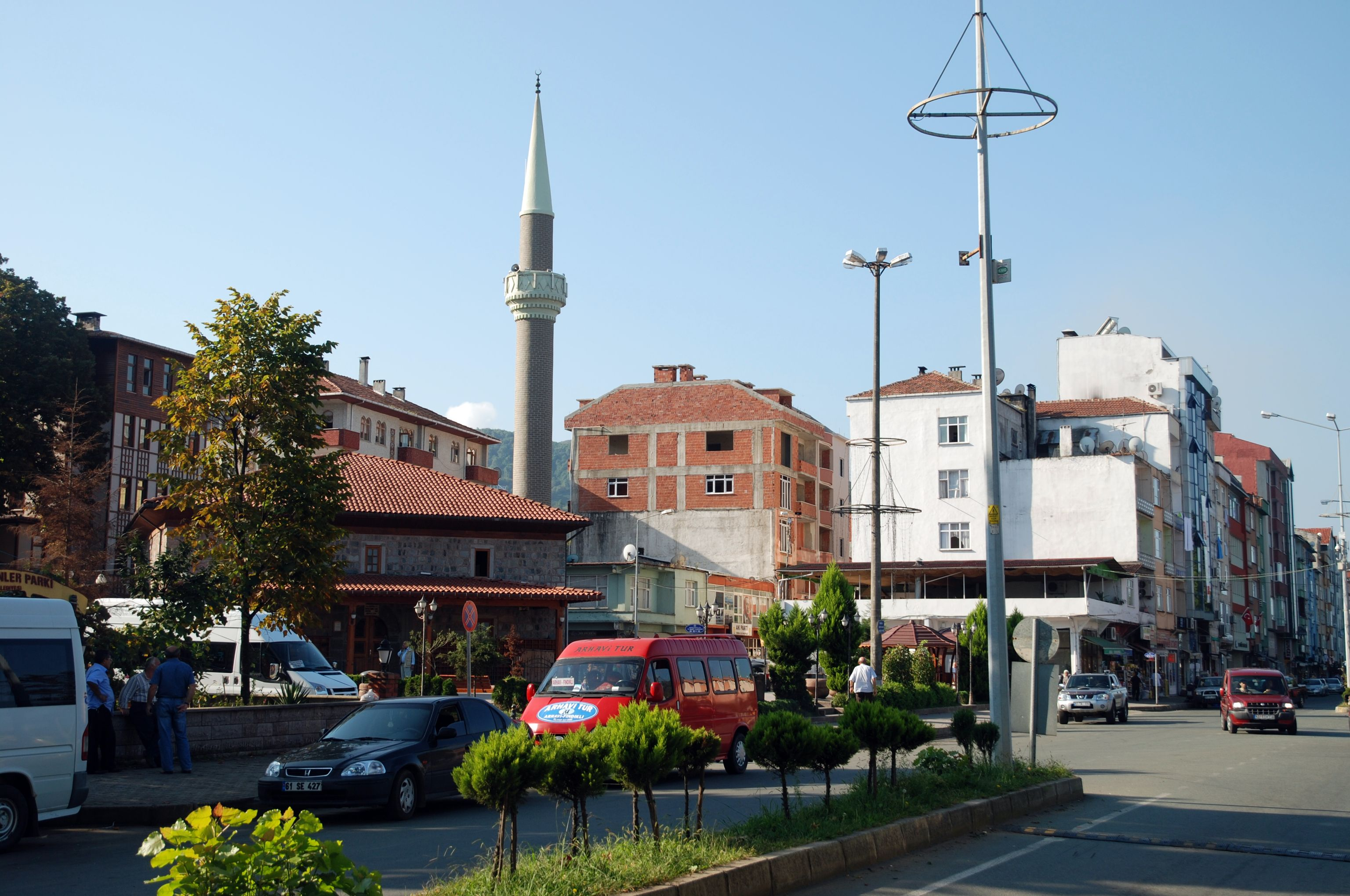
Borçka

Borçka là một huyện thuộc tỉnh Artvin, Thổ Nhĩ Kỳ. Huyện có diện tích 799 km² và dân số thời điểm năm 2007 là 24133 người, mật độ 30 người/km².